# Ségala lotois
Le Ségala lotois ou Ségala Quercynois, ou encore le Chataignal Lotois, est une micro-région naturelle de France faisant partie de la Châtaigneraie cantalienne. 
Elle s'étend au nord-est du Lot et constitue le parent lotois du Ségala aveyronnais et tarnais, avec lequel il partage les terres siliceuses. Sa géologie et son relief, ainsi que son climat plus froid et plus humide que le reste du département, le rapproche plus de l'Auvergne que du Quercy.

## Géographie

### Situation
Le Ségala lotois est entouré par les régions naturelles suivantes :
- à l'ouest la Limargue
- au nord la Xaintrie
- à l'est la Châtaigneraie cantalienne
- au sud le Terrefort

### Géologie
Le sous-sol du Ségala lotois est majoritairement cristallin, justifiant son appartenance au Massif-Central par sa géologie. Les roches sont soit métamorphiques (gneiss, micaschiste, quartzite), soit intrusives (granite, diorite).
La faille d'Argentat scinde le Ségala Lotois en deux ensembles géologiques distincts. À l’ouest, les roches en contact avec le Bassin Aquitain appartiennent au système « Bas-Limousin » défini par les géologues: gneiss, leptynites et  quartzites. À l’est de la faille, les roches les plus représentées sont les micaschistes et le granite, roche qui marque l’appartenance au système « Sud-Millevaches ».

### Topographie

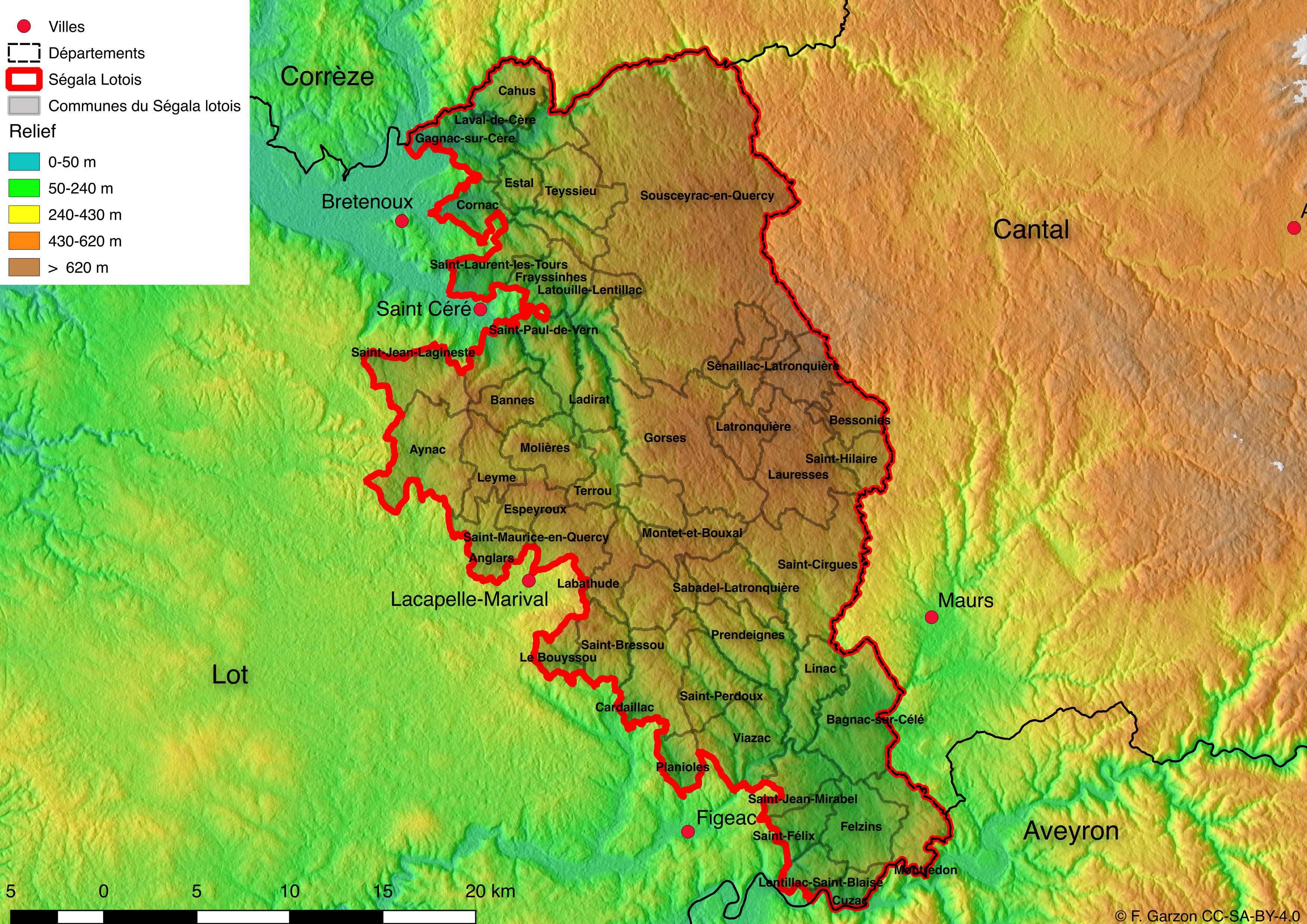
Relief et communes du Ségala lotois

Le Ségala lotois est un territoire de moyenne montagne constitué de deux ensembles géographiques distincts séparés par la faille d'Argentat.
À l'est, le premier ensemble constitue une région de plateaux cristallins à une altitude d'au moins 500 m, parfois entaillés de vallées en V et de gorges: Plateau de Sousceyrac et gorges de la Cère, plateau de Latronquière, avec la dépression de  Bessonies / Saint-Hilaire. Ce dernier culmine à Labastide-du-Haut-Mont, point le plus élevé du Lot (783 m). 
La frange occidentale du Ségala lotois est la plus accidentée:  
- Vallées en V (Bave, Mamoul, Négreval), qui découpent en lambeaux le plateau originel au nord-ouest de la région: Cahus, Gagnac-sur-Cère, Estal, Frayssinhes, St- Paul-de-Vern, Latouille-Lentillac, Ladirat.
- Massif du Pendit (628 m) : St-Vincent-du-Pendit, Aynac, St- Jean-Lagineste, Bannes, Leyme.
- Massif de Cardaillac (650 m) : Cardaillac, Ste- Colombe, Labathude, St-Maurice, St-Bressou, Espeyroux, Leyme, Molières, Montet-et- Bouxal.
- Les serres figeacoises, au sud, sont formées de vallées en V, homogène, étroites et parallèles les unes aux autres: Prendeignes, Viazac, Bagnac-sur-Célé, Linac, St-Perdoux, Sabadel-Latronquière, St-Cirgues.
- Le Terrefort, au relief plus doux, est situé entre les rivières du Célé et du Lot : Montredon, Felzins, Cuzac, Lentillac-St-Blaise, St-Jean-Mirabel, St-Félix.

## Toponymie
Ségala (en occitan lo Segalar) est formé du mot occitan segal (le seigle) auquel a été ajouté le suffixe collectif -ar. Le tout désigne une terre à seigle.
Les champs de la région du Ségala sont nommés dans le sud Massif central des ségalas comme à chaque fois que ce type particulier de terre est rencontré. C'est une terre siliceuse acide sur laquelle on ne pouvait cultiver qu'une céréale peu exigeante : le seigle, dont elle tira son nom (segal ou sigal en occitan). La terre à seigle s'oppose à la terre à froment ou fromental.

## Histoire
Les vestiges préhistoriques (Paléolithique, Néolithique) retrouvées à Teyssieu attestent d'une présence humaine ancienne en Ségala lotois.
Les vestiges antiques sont rares, à l'exception de la voie romaine reliant Cahors, Aurillac et Clermont-Ferrand qui passe par Latronquière et Labastide-du-Haut-Mont.
On a retrouvé à Comiac des sarcophages mérovingiens, vestige d'une occupation et d'un cimetière de cette époque.
Au Moyen Âge, la région se structure en trois principaux ensembles qui perdurent jusqu’à la Révolution :
- Vicomté de Turenne, et à partir en 1219, la baronnie des Castelnau-Bretenoux (Cantons de Bretenoux, Sousceyrac et St-Céré, Sénaillac-Latronquière, Molières et Aynac).

- Baronnie des Cardaillac. canton de Lacapelle-Marival et quelques communes des cantons de Figeac-Est et Latronquière.

- La  Commanderie de Latronquière, d’abord celle des Templiers, puis au début du XIIIe siècle celle des Hospitaliers. Localisation : la majorité du canton de Latronquière et Lacamdourcet.

Par ailleurs, certaines paroisses étaient sous le contrôle des abbayes d’Aurillac (Saint-Cirgues , Linac ), Maurs (St-Hilaire , Labastide-du-Haut-Mont , Sousceyrac ) ou Figeac (Saint-Perdoux , Planioles ).
Il y eut trois prieurés dans le haut ségala lotois à l'époque près romane : Sousceyrac (600~), Sénaillac-Latronquière (650 ~), Gorses (700~) 
Après le ravage de la guerre de Cent-Ans et le départ des Anglais, les guerres de religion touchèrent le Ségala, comme en témoignent les prises successives de Comiac ou de Cardaillac par les protestants calvinistes au milieu du XVIe siècle. 

## Communes du Ségala lotois[5]
| A-G | L-P | S-V |
| --- | --- | --- |
| - Anglars - Aynac - Bagnac-sur-Célé - Bannes - Bessonies - Cahus - Cardaillac - Cornac - Cuzac - Espeyroux - Estal - Felzins - Frayssinhes - Gagnac-sur-Cère - Gorses | - Labastide-du-Haut-Mont - Labathude - Ladirat - Latouille-Lentillac - Latronquière - Lauresses - Laval-de-Cère - Lentillac-Saint-Blaise - Leyme - Linac - Molières - Montet-et-Bouxal - Montredon - Planioles - Prendeignes | - Sabadel-Latronquière - Saint-Bressou - Saint-Cirgues - Sainte-Colombe - Saint-Félix - Saint-Hilaire - Saint-Jean-Lagineste - Saint-Jean-Mirabel - Saint-Laurent-les-Tours - Saint-Maurice-en-Quercy - Saint-Médard-Nicourby - Saint-Paul-de-Vern - Saint-Perdoux - Saint-Vincent-du-Pendit - Sénaillac-Latronquière - Sousceyrac-en-Quercy - Terrou - Teyssieu - Viazac |

## Cités touristiques et monuments
- Château de Bessonies
- Sousceyrac-en-Quercy
- Chapelle Notre-Dame-de-Verdale
- Cardaillac
- Teyssieu
- Lacam d'Ourcet